# リフティド指数
リフティド指数（-しすう、英: Lifted Index）は、気象学において、大気の安定度を評価するために用いられ、特に発雷強度を示す指数である。L指数、LIと略称される場合も多い。

## 概要
1956年に、潜在不安定の程度を表す指標としてJ. G. Galwayが考案した。計算方法はショワルター安定指数(SSI)とほとんど同じであるが、仮定的に持ち上げる空気塊は1000hPa、つまり海面気圧とほぼ同じである。まず1000hPa面にある空気塊を500hPa面まで強制的に持ち上げた場合の気温 Tp を求める。それにはエマグラム上で1000hPa面にある空気の気温と露点から出発して、この空気塊を最初は乾燥断熱減率に沿って持ち上げる。もしこの空気塊が500hPaに到達するまでに飽和に達したら、それ以降は湿潤断熱減率に沿って持ち上げる。こうして500hPa面まで強制的に持ち上げたときのその空気塊の気温が Tp である。この Tp を、実際の大気の500hPa面の気温 T500 から差し引く。その気温差がLIである。
{\displaystyle LI=T_{500}-T_{p}}
LIの値が0以下であるという事は、1000hPaから強制的に500hPaまで持ち上げてきた空気塊の気温 Tp が、周囲に既にある空気の気温 T500 よりも暖かい事を意味する。それは下から持ち上げてきた空気塊の方が、周囲に既にある空気よりも比重が軽いという事である。したがって、下から持ち上げてきた空気塊は更に上昇を続けられる。つまり大気が不安定である事を意味している。
したがってLIが0以下であれば大気は不安定であることを示し、SSIの値が負の方向に大きな値を持つほど、不安定の程度が強い事を意味し、それは驟雨や雷雨の起こりやすい状況である事を示す。理論的には、0を超える正の値で安定、0を下回る負の値で不安定となる。一般的に、LIはSSIよりも小さい（不安定な）値をとる傾向にある。
一般的に、LI算出時の1000hPa気温はその日の最高気温、1000hPa混合比は1000hPa～900hPaにおける平均値をとって、日最大値を求める。
また、1000hPa更正気圧ではなく現地気圧を用いるSLI(英: Surface-based Lifted Index)もある。LIは高層気象観測を行っている時刻（12時間に1回）にしか算出できないのに対して、SLIは地上気象観測を行っている1時間毎に算出できるので、より実際に近い状況を表している。